# Soldaten zu Hause
Soldaten zu Hause (Originaltitel Soldier’s Home) ist eine Kurzgeschichte von Ernest Hemingway, die 1925 in seinem Buch In unserer Zeit erschien.
Sie thematisiert das Lebensgefühl der Lost Generation, die nach dem Ersten Weltkrieg ziellos durch ihr Leben wanderten. Neben Hemingway gehörten auch F. Scott Fitzgerald, John Dos Passos oder T. S. Eliot dieser Gruppe von jungen Schriftstellern an, die in den 1920er-Jahren als Amerikaner in Paris lebten und dort erste literarische Gehversuche unternahmen. Die Bezeichnung selbst stammt von Gertrude Stein.
In Soldaten zu Hause erzählt Hemingway von dem jungen US-Kriegsheimkehrer Harold Krebs, der von Fronterlebnissen traumatisiert ist und sich in seiner alten Heimat nicht mehr wohl fühlt. Er hegt immer wieder den Wunsch, Deutschland nie verlassen zu haben, da er dort unter Männern war, die ihn verstanden. In direktem Kontakt steht Krebs im Laufe der Geschichte nur mit seiner jüngeren Schwester Helen und seiner Mutter. Helen sieht zu ihrem Bruder auf und wünscht sich, dass er ihr beim Baseball spielen zusieht. Seine Mutter versucht ihn mit Hilfe von Religion wieder auf den richtigen Weg zu bekommen, in dem sie ihn versucht zu animieren sich eine feste Arbeit und ein Mädchen zum Heiraten zu suchen. Tatsächlich beschließt Krebs nach Kansas City zu gehen, um dort Arbeit zu suchen. Emotional lässt ihn alles völlig kalt.
Die Kurzgeschichte erschien als eine von fünfzehn in der Sammlung In unserer Zeit. Die zweiteilige Abschlussgeschichte Großer doppelherziger Strom handelt ebenfalls von einem Kriegsheimkehrer. Dort ist es Nick Adams, der nach seiner Heimkehr sein altes Leben wiederfinden will, in dem er einen Camping-Ausflug in die Natur unternimmt.
Als das Hauptwerk Hemingways zum Thema der Lost Generation kann sein Roman Fiesta bezeichnet werden, der von einer Gruppe Amerikaner handelt, die ziellos zwischen Paris und Madrid pendeln, ohne dabei jedoch eine wahre Zukunft vor Augen zu haben.
1977 wurde die Geschichte von Robert Young nach einem Drehbuch von Robert Geller mit Richard Backus und Nancy Marchand für das Public Broadcasting Service verfilmt.